# DIV Grupa
DIV grupa je poslovna grupacija sa sjedištem u Samoboru, proistekla iz obrtničke radionice Debeljak – izrada vijaka (DIV), osnovane 1971.

## Povijest
Godine 1975. osnivač obrta Božidar Debeljak zaposlio je prvoga radnika, obrt se proširio te je u trenutku prerastanja u poduzeće 1990. zapošljavao 50 radnika. Poduzeće od 1999. proizvodi na današnjoj lokaciji u Bobovici kraj Samobora te znatno širi proizvodnju i asortiman proizvoda. Godine 2003. preuzima dio imovine kninske tvornice vijaka TVIK u stečaju, 2009. gradi Tvornicu betonskih pragova u Svrljigu (Srbija), 2011. gradi novu tvornicu u Kninu, a 2013. preuzima Brodosplit.
U siječnju 2020. DIV Grupa je preuzela norveško brodogradilište Kleven Verft i njenu grupaciju.

## Proizvodnja
Dio grupacije DIV-a specijaliziran za preradbu metala, proizvodnju vijčane robe, spojnih elemenata i sustava te ostalih strojnih dijelova i metalnih proizvoda posjeduje više tvornica za toplo i hladno kovanje, tvornice za obradbu limova i proizvodnju ostalih lakih konstrukcija i strojnih dijelova, a proizvodni asortiman čine vijčana roba, željeznički program, betonski pragovi, strojarski dijelovi te alati i oprema.
Proizvodnja vijčanih proizvoda odvija se na automatskim strojevima za hladno kovanje te automatskim i poluautomatskim strojevima za toplo kovanje. Proizvodnja strojnih elemenata i sklopova preradbom lima odvija se na laserskim, plinskim i plazmatskim rezačicama, numerički upravljanima CNC savijačicama, hidrauličkim i ekscentarskim prešama. Ispitivanje dimenzija, mehaničkih i kemijskih sastava materijala, poluproizvoda i gotovog proizvoda provodi se u posebno opremljenom laboratoriju grupacije. Na tim je poslovima 2016. u DIV-u bilo zaposleno 595 radnika, dok se oko 50% proizvoda izvozilo na tržište Europske unije.

## Vanjske poveznice
- Službena stranica